# Palazzo Biscari

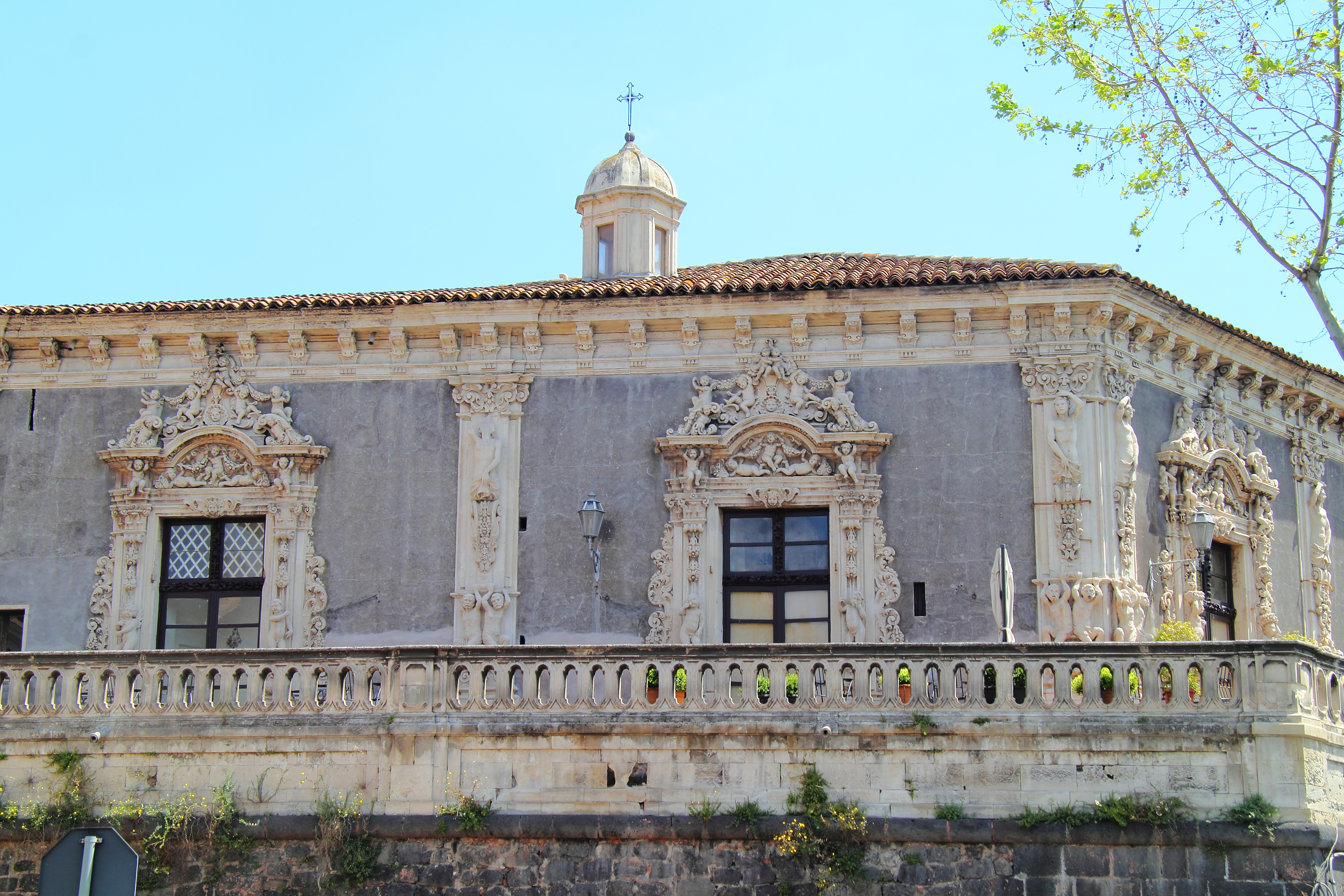
Palazzo Biscari, seeseitige Außenfassade

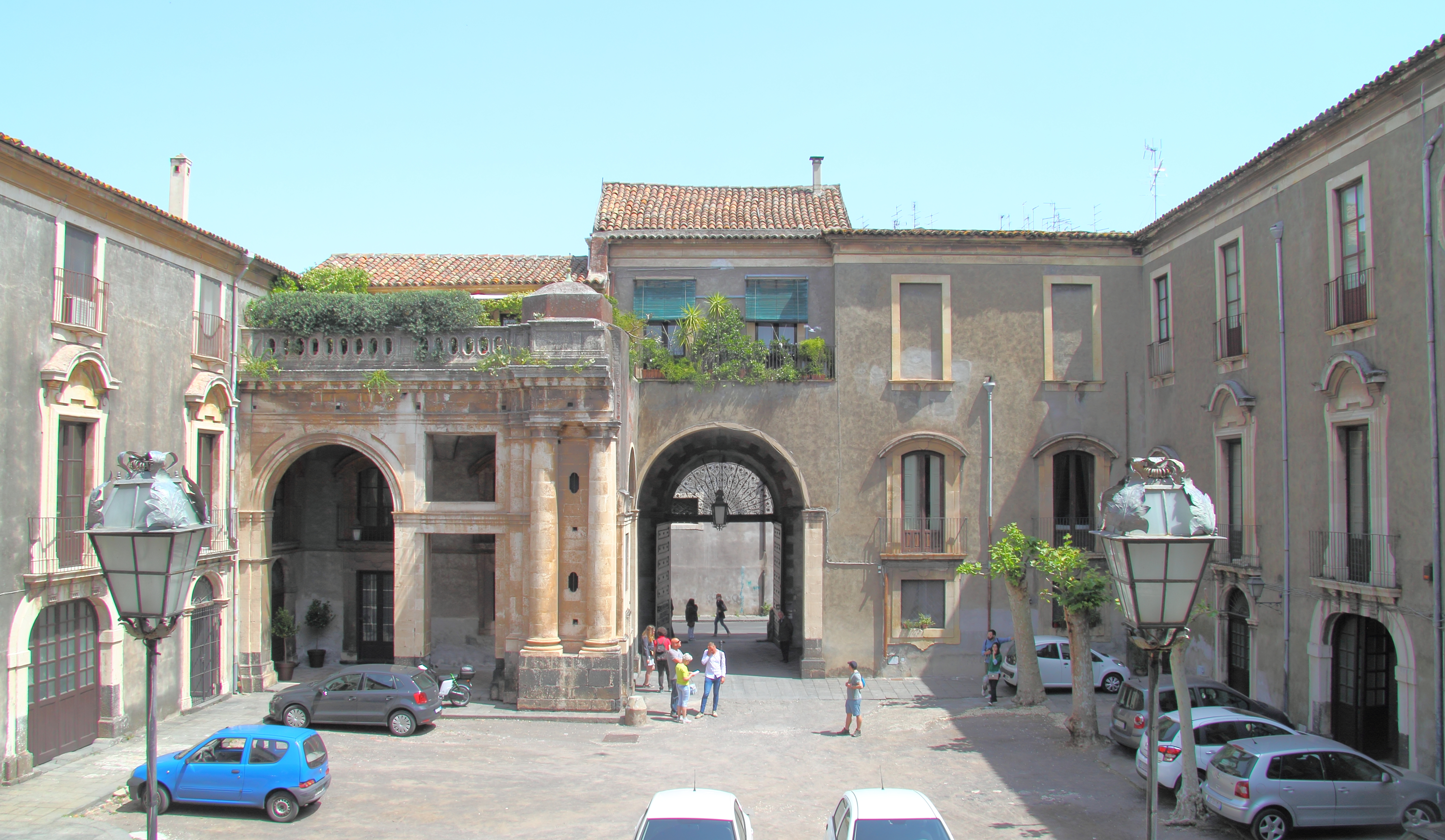
Innenhof des Palazzo

Der Palazzo Biscari ist der bedeutendste Palazzo der sizilianischen Stadt Catania.

## Geschichte
Der Palazzo wurde ab 1695 im Auftrag der Familie Paternò Castello, Principi di Biscari vom Barockarchitekten Alonzo Di Benedetto auf den Überresten der Stadtmauer aus der Zeit Karls V. gebaut, im Zuge des Wiederaufbaus von Catania nach dem Erdbeben von 1693. Das Portal aus dem 18. Jahrhundert steht an der Via Museo Biscari. Im Jahr 1772 sollen schließlich die Künstler Matteo Desiderato und Sebastiano Lo Monaco den Bau vollendet haben.

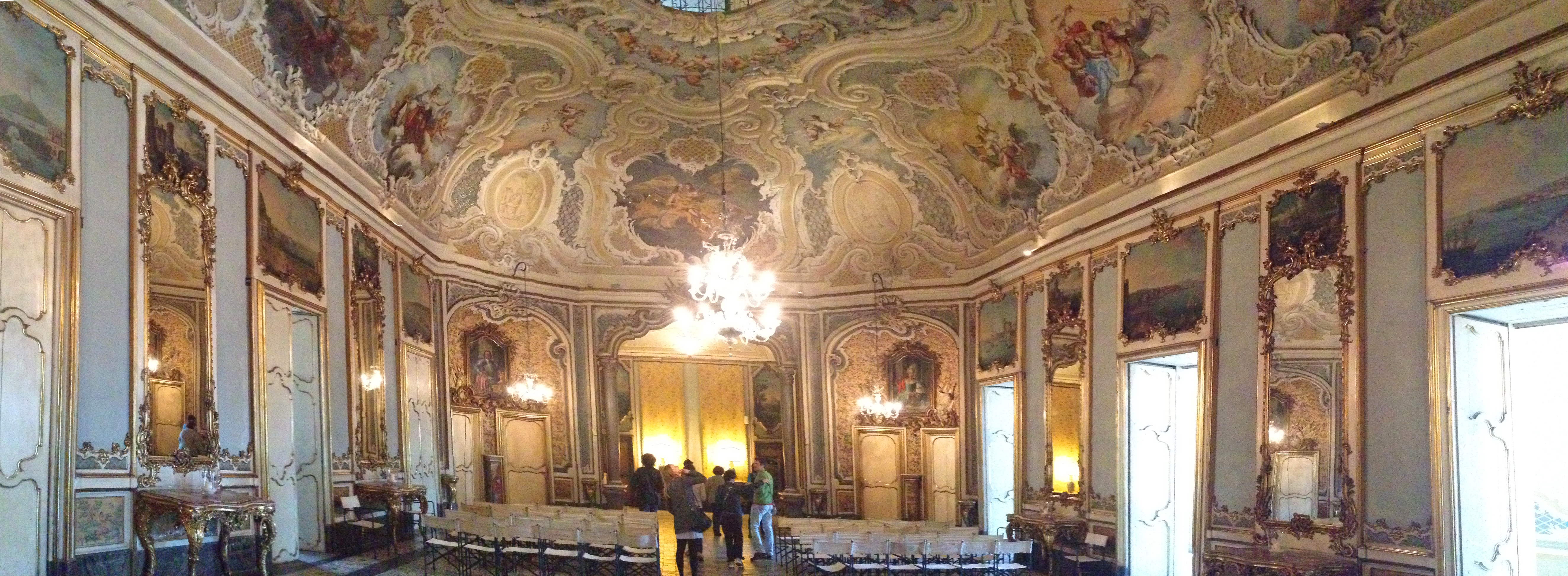
Ballsaal

Einen berühmten Besucher kann der Palazzo Biscari verzeichnen: Johann Wolfgang Goethe, der am 3. Mai 1787 vom Fürsten Vincenzo empfangen wurde. Der Klassiker interessierte sich allerdings weniger für den Barockpalast als für die Antikensammlung des verstorbenen Vaters des Fürsten, Ignazio Paternò Castello, 5. Fürst von Biscari (1719–1786), eines begeisterten Archäologen (sie ist seit 1927 im Castello Ursino zu sehen). Der Fürst zeigte ihm auch seine Sammlung antiker Münzen. Goethe berichtet über den Besuch in seiner Italienischen Reise.
Der Palast fiel jüngst im Erbweg an das Haus Moncada und wird von Mitgliedern dieser Familie bewohnt. Der große Ballsaal wird jedoch für Veranstaltungen vermietet.

## Gestaltung

### Fassade

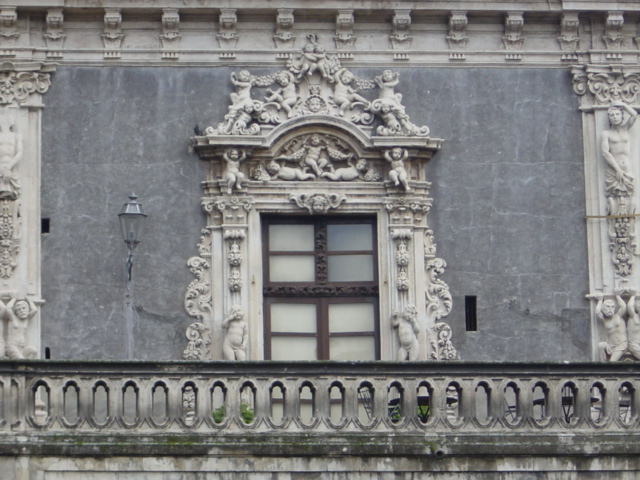
Fassadendetail

Beachtenswert ist insbesondere die Fassade. Sie wurde so gebaut, dass sie von den vorbeifahrenden Schiffen aus gesehen werden konnte, denn der Palazzo stand einst direkt am Meer. Die Fenster der zum Meer hin ausgerichteten Fassade wurden mit Dekorationen des Bildhauers Antonino Amato aus Messina verziert.

### Inneres
Das Innere des Palazzo Biscari und der Festsaal sind im Stil des Rokoko gehalten. Der Saal wurde mit Spiegeln und Fresken ausgestattet.

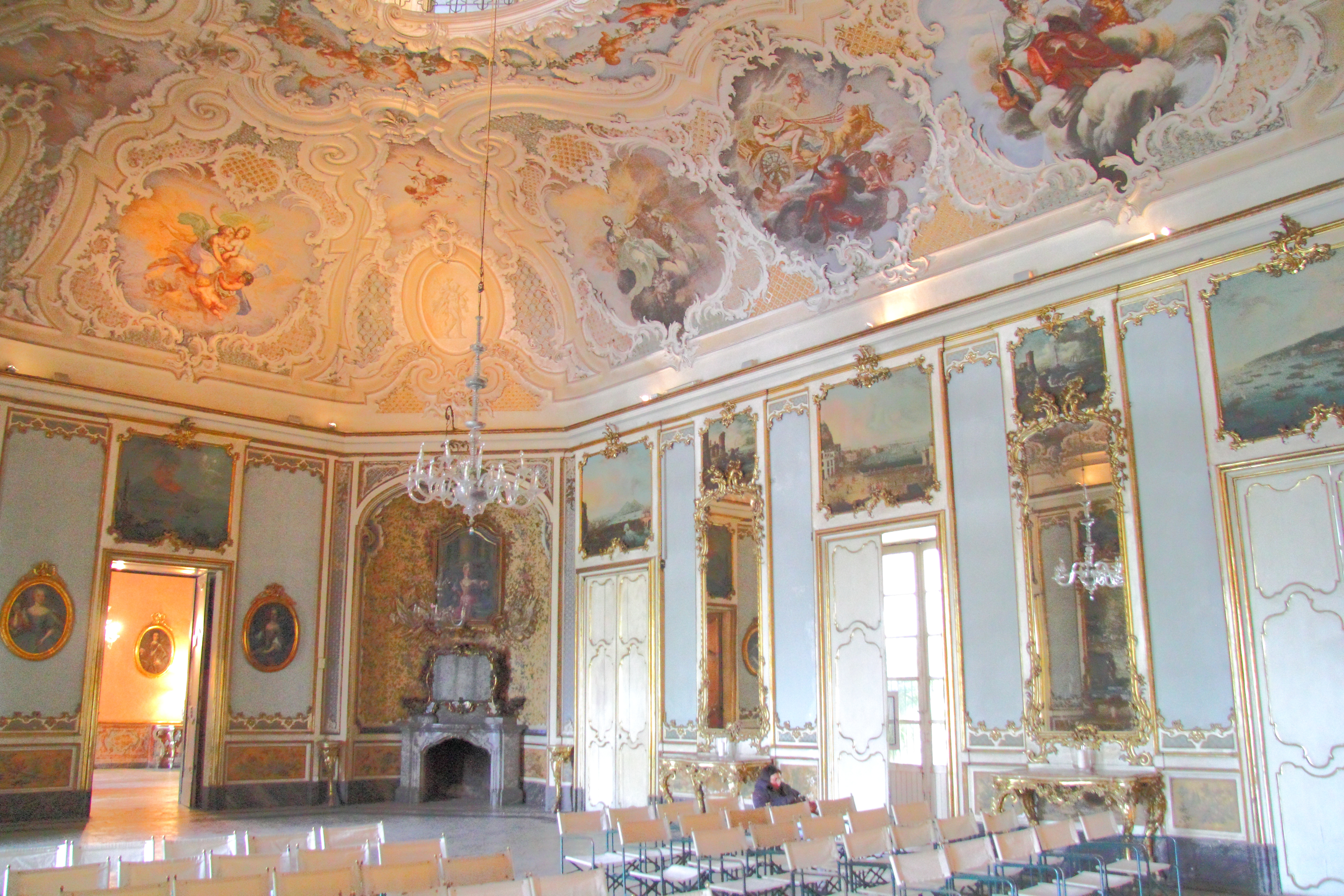
Ballsaal im Palazzo Biscari
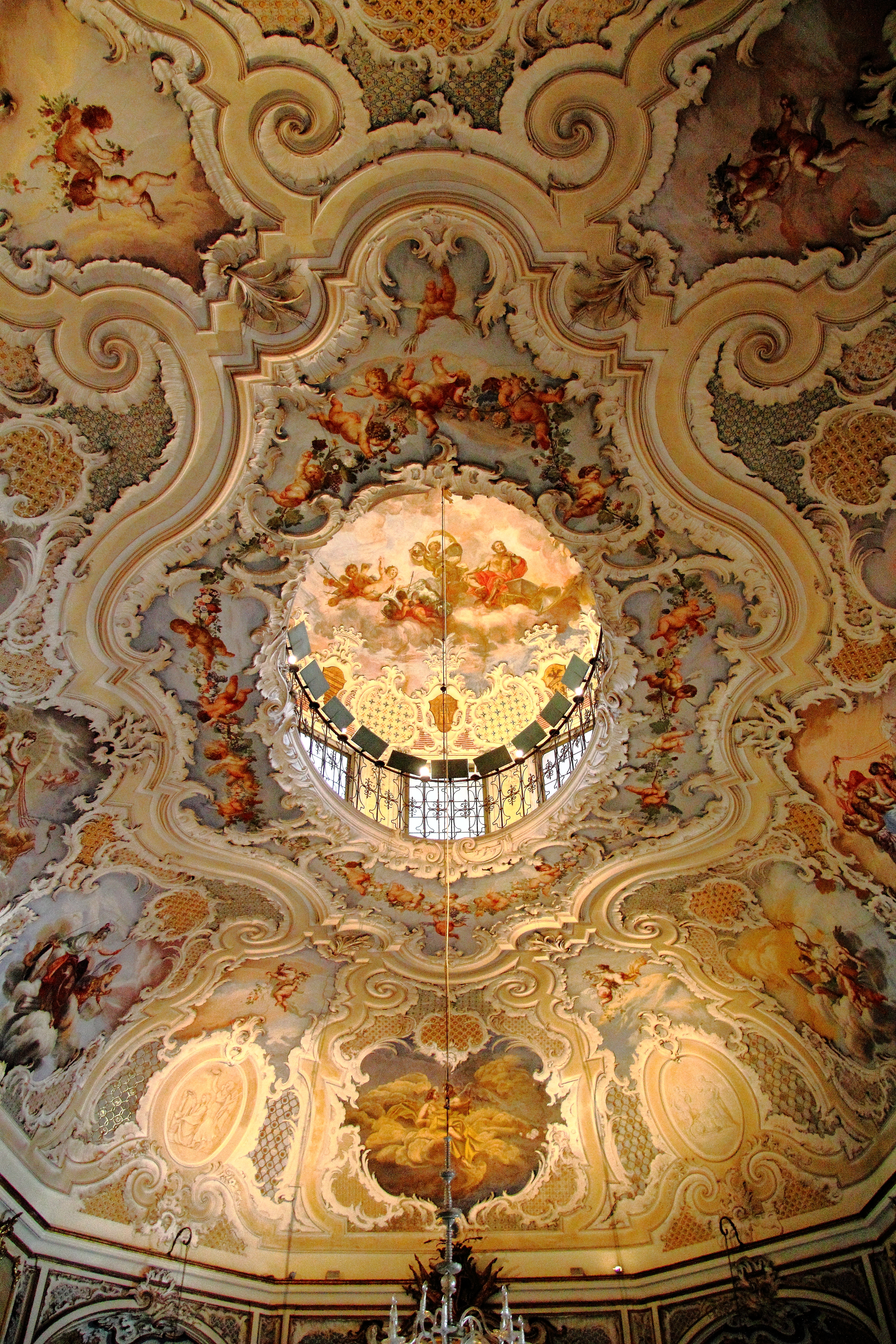
Decke im Ballsaal
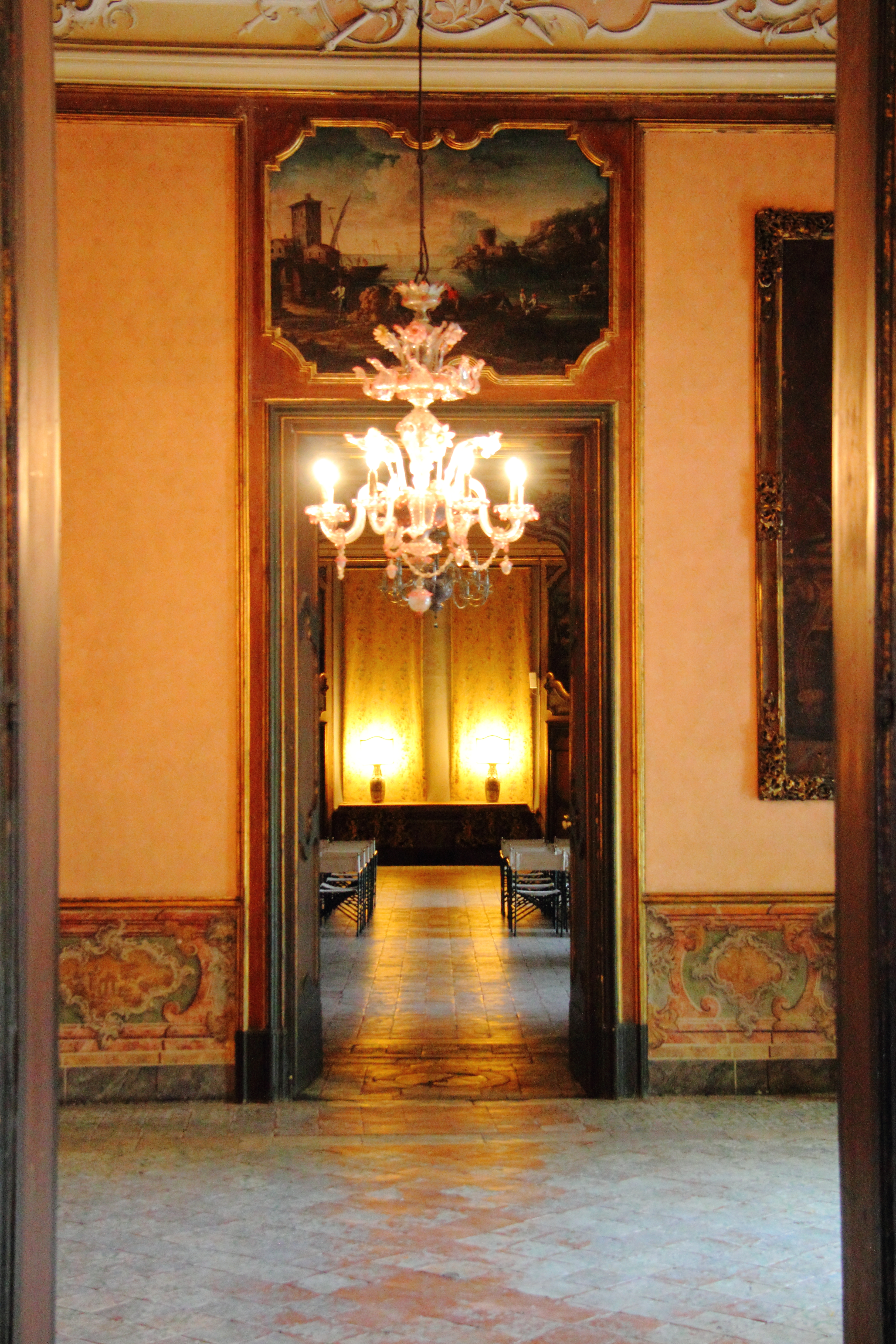
Blick durch mehrere Räume
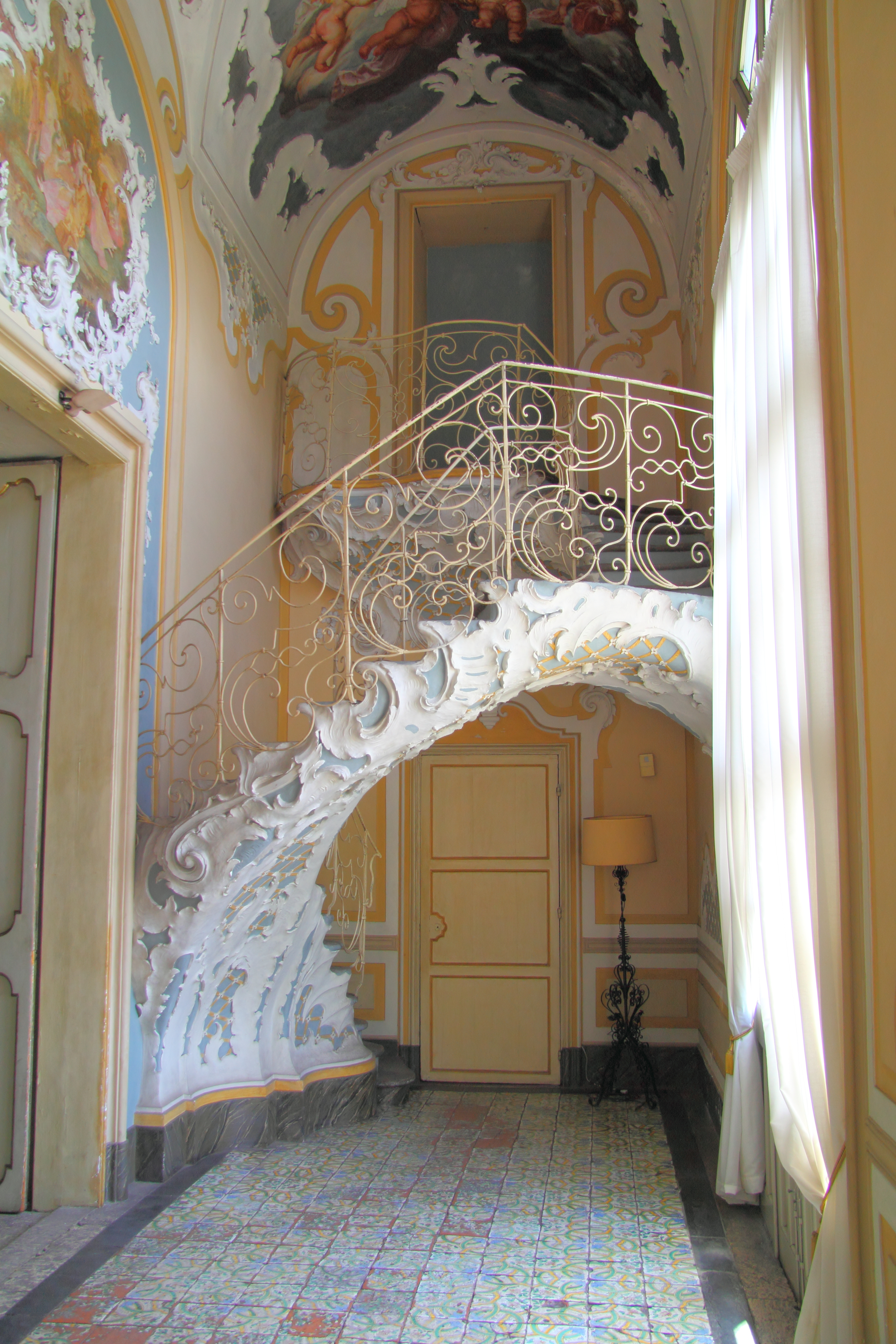
Treppe in Form einer Meereswelle